# Luca Grünwald
Luca Grünwald (ur. 10 listopada 1994 w Waldkraiburg) – niemiecki motocyklista.

## Kariera
Wygrywając wszystko, co było do wygrania w kraju tj. puchar juniorów ADAC 2007, 125cm3 2010 oraz Moto3 2012, Luca Grunwald dołączył na pełny etat do MMŚ w 2014, wcześniej miał okazję wziąć udział w kilku wyścigach, ale tylko gościnnie. Grunwald związał się z Kiefer Racing, gdzie startował u boku Kolumbijczyka, Gabriela Ramosa, gdzie nie został sklasyfikowany.

## Statystyki
| Sezon | Klasa | Motocykl  | 1      | 2      | 3       | 4      | 5      | 6      | 7      | 8      | 9       | 10     | 11      | 12     | 13  | 14     | 15     | 16      | 17  | 18     | Poz | Pkt |
| ----- | ----- | --------- | ------ | ------ | ------- | ------ | ------ | ------ | ------ | ------ | ------- | ------ | ------- | ------ | --- | ------ | ------ | ------- | --- | ------ | --- | --- |
| 2011  | 125cc | KTM       | QAT    | SPA    | POR     | FRA    | CAT    | GBR    | NED 18 | ITA    | GER Ret | CZE 18 | IND     | RSM    | ARA | JPN    | AUS    | MAL     | VAL |        | NS  | 0   |
| 2012  | Moto3 | Honda     | QAT    | SPA    | POR     | FRA    | CAT    | GBR    | NED    | GER 8  | ITA     | IND    | CZE 19  | RSM    | ARA | JPN    | MAL    | AUS     | VAL |        | 27  | 8   |
| 2013  | Moto3 | Kalex KTM | QAT    | AME    | SPA     | FRA    | ITA    | CAT    | NED    | GER    | IND     | CZE    | GBR     | RSM    | ARA | MAL    | AUS 22 | JPN Ret | VAL |        | NS  | 0   |
| 2014  | Moto3 | Kalex KTM | QAT 22 | AME 23 | ARG Ret | SPA 26 | FRA 18 | ITA 16 | CAT 20 | NED 28 | GER 19  | IND 19 | CZE Ret | GBR NW | RSM | ARA 21 | JPN 19 | AUS 16  | MAL | VAL 22 | NC  | 0   |